# Malaltia sistèmica
Una malaltia sistèmica és aquella que afecta diversos òrgans i teixits o que afecta el cos en general.

## Exemples
- Mastocitosi, inclosa la síndrome d'activació mastocitària i l'esofagitis eosinofílica
- Síndrome de fatiga crònica
- Vasculitis sistèmica per exemple lupus eritematós sistèmic (trastorn del teixit connectiu que afecta principalment la pell, les articulacions i els ronyons) i poliarteritis nodosa
- Sarcoïdosi: una malaltia que afecta principalment els pulmons, el cervell, les articulacions i els ulls, que es troba més sovint en dones joves afroamericanes.
- Hipotiroïdisme: on la glàndula tiroide produeix poques hormones tiroïdals.
- Diabetis mellitus: un desequilibri en els nivells de glucosa en sang (sucre).
- Fibromiàlgia
- Insuficiència suprarenal: les glàndules suprarenals no produeixen prou hormones esteroides
- Malaltia celíaca: una malaltia autoimmunitària desencadenada pel consum de gluten, que pot implicar diversos òrgans i provocar diversos símptomes, o ser completament asimptomàtica. [2]
- Colitis ulcerosa: una malaltia inflamatòria intestinal
- Malaltia de Crohn: una malaltia inflamatòria intestinal
- Hipertensió arterial (pressió arterial alta)
- Síndrome metabòlica
- SIDA: una malaltia causada per un virus que paralitza les defenses immunitàries del cos.
- Malaltia de Graves-Basedow: un trastorn de la tiroide, més sovint en dones, que pot causar un boc (inflor a la part anterior del coll) i ulls sortints.
- Artritis reumatoide: una malaltia inflamatòria que ataca principalment les articulacions. Però també pot afectar la pell, els ulls, els pulmons i la boca d'una persona.
- Ateroesclerosi: enduriment de les artèries
- Malaltia de les cèl·lules falciformes: un trastorn sanguini heretat que pot bloquejar la circulació per tot el cos i afectar principalment a persones d'origen subsaharià.
- Miastènia gravis
- Esclerodèrmia sistèmica
- Síndrome de Sjögren: una malaltia autoimmunitària que ataca principalment les glàndules lacrimals i salivals, però que també afecta altres òrgans com els pulmons, els ronyons, el fetge i el sistema nerviós.